# Jamestown (Indiana)
Jamestown – miasto w Stanach Zjednoczonych, w stanie Indiana, w hrabstwie Boone.